# Deportarea azerilor din Armenia
Deportarea azerilor din Armenia a fost un act de relocare forțată și purificare etnică care s-a desfășurat de-a lungul secolului al XX-lea. Populația azeră a fost forțată să emigreze de pe teritoriul  Republicii Democrate Armeană și mai târziu din RSS Armeană de mai multe ori în secolul al XX-lea.
Conform politicilor lui Stalin, aproximativ 45.000 de azeri au fost deportați din RSS Armeană între 1948 și 1953.:77 Ulterior, repatriații armeni sosiți în Uniunea Sovietică din străinătate le-au luat locul azerilor. Restul populației azere din Armenia fie a fugit imediat după aceea, fie mai târziu, din 1988 până în 1991, în contextul Conflictului din Nagorno-Karabah .

## Începutul secolului al XX-lea
Ca urmare a conflictului interetnic armeano-azer de la începutul secolului al XX-lea, precum și politica coordonată a naționaliștilor de purificare etnică, o parte substanțială a populației armene și azere a fost alungată de pe teritoriul  Primei Republici Armenia și respectiv a Republicii Democratică Azerbaidjan.
Începând cu mijlocul anului 1918, forțele paramilitare armene au jucat un rol important în distrugerea așezărilor turcice din  Syunik și epurarea etnică a regiunii sub îndrumarea generalului Andranik Ozanian. Comandamentul britanic, care avea propriile obiective politice, nu i-a permis lui Andranik să extindă această activitate la Karabah.
Andranik a adus 30.000 de refugiați armeni din Armenia de Vest, în principal din Muș și  Bitlis. O parte din refugiații armeni din Turcia au rămas în Syunik, în timp ce mulți alții s-au stabilit în regiunile Erevan și  Vayots Dzor, unde au luat locul populației turcice expulzate, pentru a face regiunile cheie ale Armeniei omogene din punct de vedere etnic.
Conform datelor statistice din Colecția Etnografică Caucaziană a Academiei de Științe a URSS, „așezările populației azere din Armenia au devenit goale. Politica de «curățare a țării de străini» practicată de Dașnak a vizat populația musulmană, în special pe cei care fuseseră alungați din uezdurile Novobaiazetski, Erivanski, Ecimiadzin și Șerur-Daraleghezski.”
În 1897, din cei 137,9 mii de oameni care locuiau în uezdul Zangezur, 63,6 mii erau armeni (46,2%), 71,2 mii erau azeri (51,7%), 1,8 mii erau kurzi (1,3%). Conform recensământului agricol din 1922, întreaga populație  Zangezur a fost de 63,5 mii de persoane, care includea 59,9 mii de armeni (89,5%), 6,5 mii de azeri (10,2%) și 200 de ruși (0,3%).

Istoricul și politicianul armean sovietic Bagrat Boryan a acuzat Federația Revoluționară Armeană nu a stabilit autoritatea de stat pentru nevoile administrative ale Armeniei, ci pentru „exterminarea populației musulmane și jefuirea proprietăților lor”.
Istoricul ruso-american Firuz Kazemzadeh susține că „masacrele și jefuirea populației musulmane au atins proporții enorme” în teritoriile reocupate de armata armeană după retragerea armatei turce.
Pe de altă parte, istoricul turc Taner Akçam scrie despre aceste masacre că au fost exagerări sau chiar pur și simplu fabulații.

## Relocarea din RSS Armeană

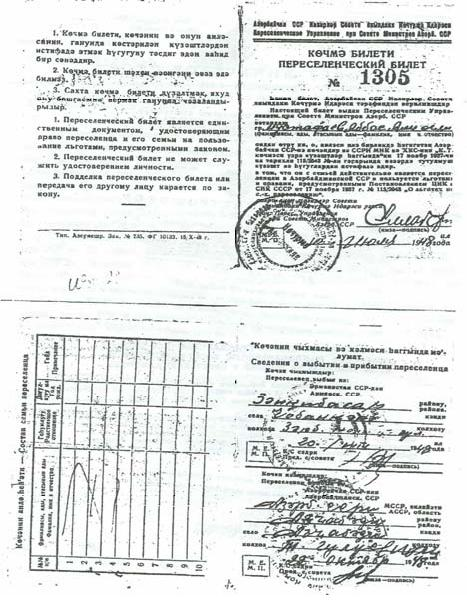
Bilet de relocare al unei persoane azere din RSS Armeană

Relocarea populației azere în timpul erei staliniste a avut loc după înființarea RSS Armeană. Conform primul recensământ din Uniunea Sovietică (1926), azerii reprezintau 9,6% din populația republicii (84.705 locuitori). Conform recensământului sovietic din 1939, 130.896 de azeri locuiau în RSS Armeană. Rezultatele recensământului sovietic 1959 arată că această cifră a scăzut la 107.748, deși în ceea ce privește rata natalității, azerii au ocupat unul dintre primele locuri din Uniunea Sovietică. Deportarea azerilor din Armenia în perioada sovietică și relocarea armenilor care trăiau în afara granițelor Uniunii Sovietice în Armenia, favorizată de politica stalinistă, a fost principalul factor de scădere a mărimii populației azere. În 1937, kurzii musulmani au fost deportați în Kazahstan din regiunile de frontieră ale Armeniei cu Turcia, imediat după apariția tensiunilor  din relațiile sovieto-turce din cauza refuzului Ankarei de a accepta controlul comun al strâmtorilor Bosfor și Dardanele. În 1945, Uniunea Sovietică a prezentat o revendicare teritorială care priveau provinciile turcești Kars și  Ardahan. Aceste politici au continuat până în 1953, iar deciziile lui Stalin au oferit posibilitatea armenilor care trăiau în alte țări să se mute în Armenia sovietică. RSS Armeană a era situată într-un teritoriu militaro-geografic avantajos pentru influențarea Turciei, la frontiera de est a acestui stat (Trebuie amintit că Imperiul Otoman ucisese 1,5 milioane de oameni în timpul Genocidului Armean din 1915). Curățarea Armeniei de musulmanii azeri cu scopul de a consolidarea poziției Armeniei a fost unul dintre planurile regimului sovietic. Din punctul de vedere al guvernului sovietic, azerii „neloiali” puteau fi „coloana a cincea” în caz de conflict cu Turcia. Acesta a fost motivul pentru care Stalin a permis deportarea populației azere din Armenia sovietică în 1947–1950, în conformitate cu hotărârea Consiliului de Miniștri al Uniunii Sovietice Nr. 4083 din 23 decembrie 1947. Una dintre prevederile hotărârii menționa:
„Permite Consiliului de Miniștri al RSS Armene să utilizeze clădirile și casele, care au fost eliberate de populația azeră în legătură cu relocarea lor în depresiunera Kura-Aras]] din RSS Azerbaidjan, pentru stabilirea armenilor străini, care vin în RSS Armeană.”
Detaliile relocării au fost definite în hotărârea Consiliului de Miniștri al Uniunii Sovietice Nr. 754. Partea din proprietatea care putea fi mutată a colhozului a fost stabilită și transportul gratuit al acestei proprietăți la noua așezare a fost asigurat pentru deportați. Prețul proprietăților mobile abandonate în Armenia a fost plătit colhozurilor în locurile noii așezări azere. Unele beneficii au fost acordate deportaților și, în același timp, alocații de 1000 de ruble au fost acordate pe cap de familie și 300 de ruble pentru fiecare membru al familiei. Potrivit istoricului Vladislav Zubok, Stalin a ordonat deportarea populației azere din RSS Armeană în RSS Azerbaidjan în urma cererilor lui Grigor Artemi Harutyunyan (Arutinov), prim-secretarul Comitetului Central al Partidului Comunist Armean. În același timp, el și-a dat acordul pentru repatrierea a 90.000 de armeni în așezările azerilor deportați.
 Relocarea nu a fost voluntară.
Potrivit lui Krista A. Goff, prim-secretarul RSS Azerbaidjan Mir Jafar Baghirov și Arutinov au lucrat împreună pentru a facilita relocarea azerilor.:77 La acea vreme, câmpiile Kura-Aras din Azerbaidjan erau slab populate, nedezvoltate și neproductive din punct de vedere economic. În cea mai mare parte, oficialii sovietici azeri au ales să colaboreze la relocarea azerilor din Armenia. În unele ocazii, aceștia i- au acuzat pe oficialii armeni de subminarea relocării, pe motiv că obstrucționează relocarea emigranților azeri și nu îi returnează pe emigranții care s-au întors în Armenia. Într-adevăr, unii oficiali armeni au obstrucționat relocarea pentru a menține țăranii colectiviști azeri care lucrau în colhozurile din RSS Armeană.:78
Numeroase rapoarte au fost primite despre azeri care și-au exprimat public refuzul de a părăsi Armenia. Ministerul armean de interne a raportat în 1948 că unii azeri ar vizita cimitirele și se s-ar ruga la sufletelor strămoșilor „pentru a-i ajuta să rămână pe pământurile lor”. Pe de altă parte, unele grupuri au decis că este mai bine să plece, deoarece, în cazul unui război cu Turcia, membrii lor erau convinși că vor fi masacrați de armeni. Potrivit jurnalistului britanic Thomas de Waal, azerii armeni au căzut încă o dată victime ale conflictului armeano-turc. Potrivit lui Arsene Saparov, ca urmare a deportării, peste 100.000 de azeri au fost relocați forțat în câmpia Kura-Aras din RSS Azerbaidjan în trei etape: 10.000 de persoane în 1948, 40.000 în 1949 și 50.000 în 1950. Krista A. Goff a afirmat că, deși Stalin a încercat să mute 100.000 de colhoznici azeri prin decretul său din 1947, doar aproximativ 40% din acest număr au fost relocați cu succes.:269 Câteva mii dintre acești coloniști azeri s-au întors în cele din urmă în Armenia.

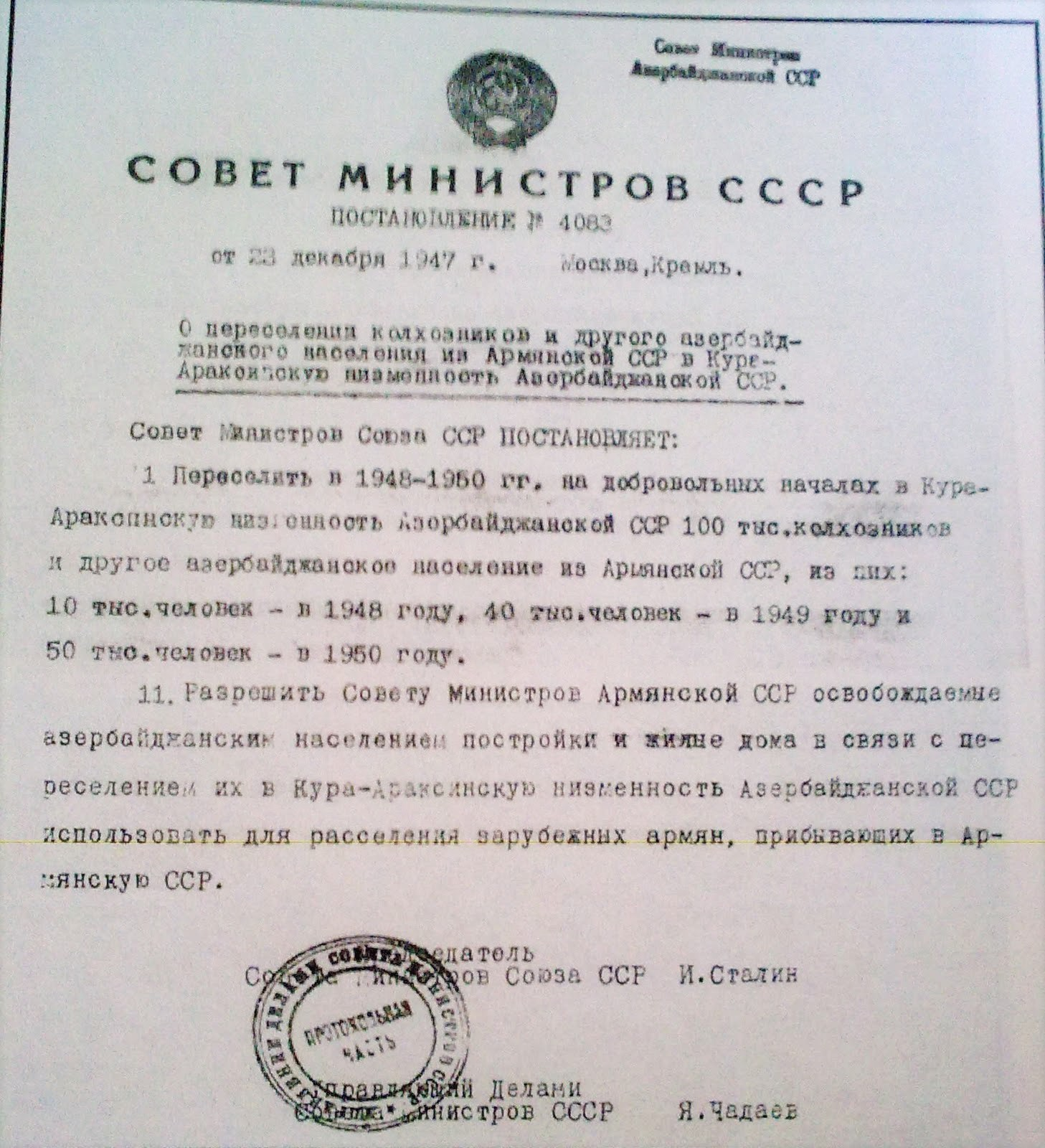
Stalin a semnat decretul prin care a ordonat deportarea azerilor din RSS Armeană și înlocuirea armenilor în casele lor pe 23 decembrie 1947

## Conflictul din Nagorno-Karabah
În conformitate cu datele recensământului din 1979, azerii erau cea mai numeroasă minoritate din Armenia, ceea ce reprezinta 5,3% din populația Armeniei (aproximativ 160.800 de persoane).
Potrivit unui raport din 2003 al  Înaltului Comisariat al Națiunilor Unite pentru Refugiați, autorități locale neidentificate i-au expulzat pe azeri ca răspuns la pogromurile anti-armene din  Sumgait și  Baku din 1988-1989. Se crede că naționaliștii armeni, împreună cu administrația republicii sovietice au cooperat în alungarea azerilor. Istoricul azer Arif Yunusov a ajuns la concluzia că aproximativ 40.897 de familii azere au fugit, ikar 216 azeri au murit în timpul relocărilor din 1988-1991. Statisticile oficiale sovietice au confirmat că 25 de victime de pe această listă au fost ucise în zonele nordice, inclusiv în regiunea Gugark, unde 11 persoane au fost ucise în timpul unui pogrom. Restul populației azere a fost alungată din țară în 1991. În 2004, cel mult 30 de azeri mai locuiau în Armenia.

Istoricul canadian cu origini armenești Razmik Panossian consideră că acest transfer de populație a fost ultima fază a omogenizării etnice treptate a Armeniei și un episod de purificare etnică care a dus la creșterea crescut ponderii armenilor în țară de la 90% la 98%.
Activistul rus pentru apărarea drepturilor omului Serghei Liozov, deportarea în masă a azerilor din Armenia în noiembrie 1988 a fost unul dintre factorii care au transformat conflictul din Nagorno-Karabah într-o „bătălie până la capăt”, care implică fie exterminarea fizică, fie expulzarea totală a unui grup etnic.

Schimbările în caracterul demografic al Armeniei au fost însoțite de o politică de redenumire a așezărilor și toponimelor de pe teritoriul RSS Armene. În total, peste 600 de toponime au fost redenumite din 1924 până în 1988 în RSS Armeană. Astfel de modificări ale toponimelor au continuat în perioada post-sovietică. Redenumirea toponimelor turcești rămase pe teritoriul republicii a fost ultima etapă. Potrivit unuia dintre membrii Comitetului de Stat, Manuk Vardanyan, 57 de toponime au fost redenumite în 2006 și existau planuri pentru redenumirea altor 21 de așezări în 2007. Instituțiile culturale azere din Armenia au avut de suferit, de asemenea, ca urmare a expulzărilor: școlile muzicale din Agababa-Childir și Daralagoz au fost deființate în urma expulzării azerilor din Armenia.

## Statistici privind azerii din Armenia

### Cronologie
• 1947 - Rezoluția Consiliilor de Miniștri ale Uniunii Sovietice privind relocarea azerilor din RSS Armeană în RSS Azerbaidjan
• 1947-1950 - Evacuarea azerilor din RSS Armeană
• Noiembrie 1987 – A avut loc un atac asupra azerilor în regiunea Ghapan din Armenia
• 25 ianuarie 1988 - Azeri au fost alungați din districtul Ghapan din Armenia
• 21 februarie 1988 - Au început demonstrațiile de masă la Erevan
• Noiembrie 1988 - Deportarea în masă a azerilor din Armenia

### Număr de azeri în Armenia
| Evoluția azerilor în decursul timpului       | 1926          | 1939            | 1959           | 1970           | 1979           | 1989          | 2001       |
| -------------------------------------------- | ------------- | --------------- | -------------- | -------------- | -------------- | ------------- | ---------- |
| Numărul de persoane % din populația Armeniei | 84.705 (9,6%) | 130.896 (10,2%) | 107.748 (6,1%) | 148.189 (5,9%) | 160.841 (5,2%) | 84.860 (2,5%) | 29 (0,01%) |

### Modificări în structura demografică a Erevanului
Potrivit recensământul imperial rus din 1897, orașul Erevan avea 29.006 locuitori: 12.523 dintre ei erau armeni și 12.359 erau „tătari” (azeri). După s-a subliniat în „Dicționar enciclopedic Brockhaus și Efron”, tătarii (azerii) numărau 12.000 de persoane (41%) din 29.000 de locuitori ai orașului. Cu toate acestea, în timpul puprificărilor etnice sistematice din epoca sovietică și al deportării sistematice a armenilor din Persia și a Imperiului Otoman în timpul Genocidului armean, capitala Armeniei de astăzi a devenit un oraș în mare parte omogen. Conform recensământului din 1959, armenii reprezenmtau 96% din populație, iar în 1989 peste 96,5%. Azerii mai reprezenatu în 1989 doar 0,1% din populația Erevanului. Dea- lungul timpului, s-a schimbat populația Erevanului în favoarea armenilor prin marginalizarea populației musulmane locale. Ca urmare a conflictului din Nagorno-Karabah, azerii din Erevan au fost alungați, iar o moschee azeră din Erevan a fost demolată.

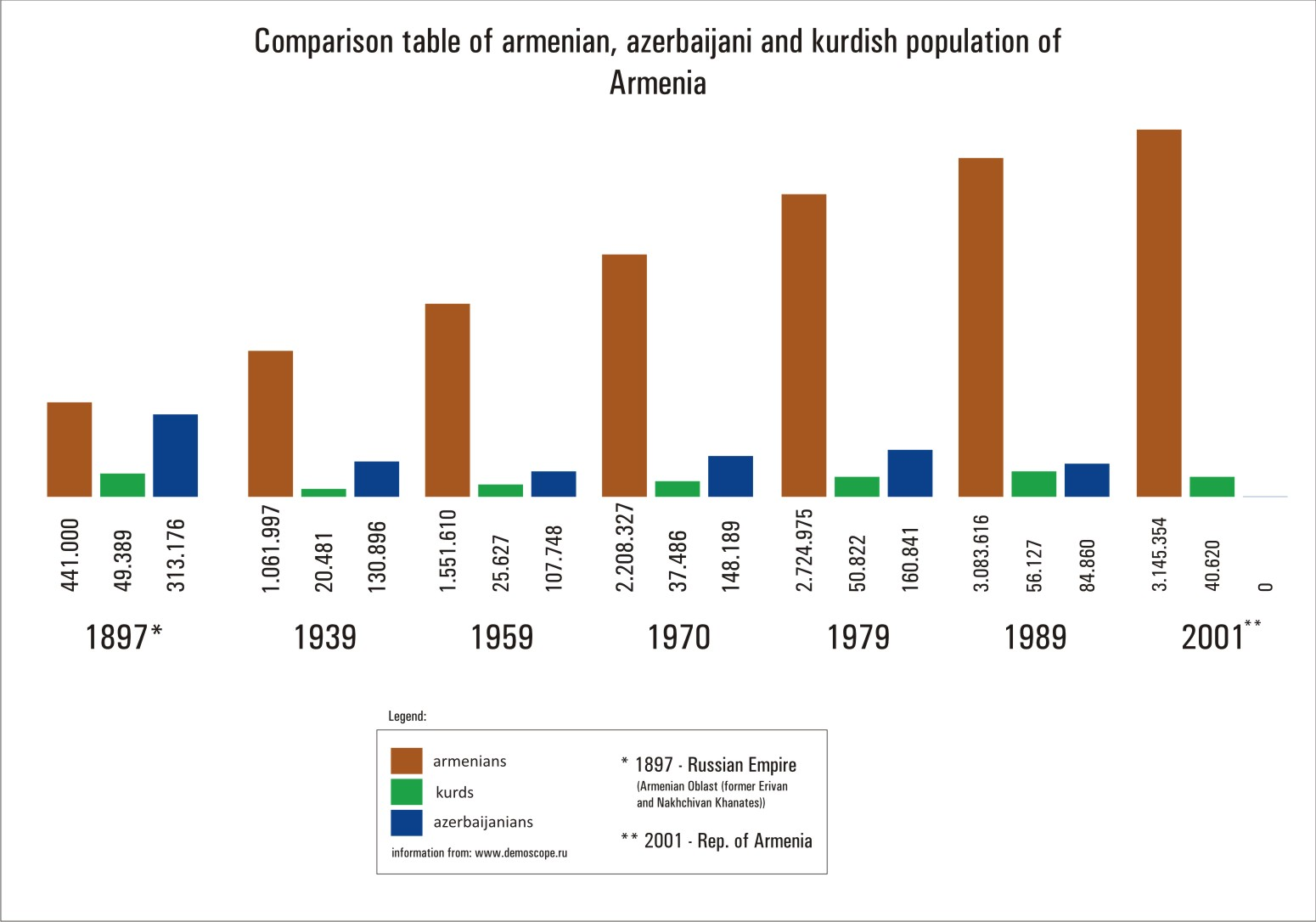
Evoluția populației armenilor, azerilor și curzilor din Armenia